# 브링 잇 온 (영화)
《브링 잇 온》(영어: Bring It On)은 2000년에 개봉한 미국의 십대 코미디 영화이다. 페이턴 리드가 감독을, 제시카 벤딩거가 각본을 맡았다. 전 세계적으로 약 9,000만 달러 이상의 흥행 수익을 기록했으며 치어리더를 소재로 한 대표적인 영화로 평가되고 있다.

## 줄거리
토런스 시프먼은 캘리포니아주 샌디에이고에 위치한 랜초 카른 고등학교 3학년 학생이다. 남자 친구인 에런이 대학에 진학했고 그가 속한 치어리더 팀인 토로스(Toros)도 6회 연속 전국 타이틀을 노리고 있다. 토런스는 현재 졸업한 팀의 주장인 "빅 레드"의 후임으로 선출되었다. 하지만 팀 동료였던 카버는 부상을 당해서 더 이상 부러진 다리로 경쟁할 수 없게 된다. 토런스는 카버의 자리를 대체하기 위한 오디션을 열어 최근 로스앤젤레스에서 전학 온 고등학교 3학년 체조 선수인 미시 팬턴을 얻었는데 토런스는 미시와 바람둥이와 같은 우정을 쌓게 된다. 토로스의 연습을 지켜보던 미시는 이전 고등학교가 경쟁하던 라이벌 팀으로부터 그들의 일상을 알아본다. 미시는 토런스를 거짓말쟁이라고 비난하고 루틴을 훔친 다음에 토런스의 반응을 통해 자신이 전혀 모르고 있었다는 것을 알게 된다. 미시는 토런스를 미시의 고향인 로스앤젤레스로 보냈고 그곳에서 그들은 아프리카계 미국인과 라틴계·히스패닉계 팀인 이스트 컴프턴 클로버스(East Compton Clovers)가 실질적으로 그들 자신과 같은 일상을 공연하는 것을 본다. 클로버스 팀의 주장인 아이시스는 화가 나서 두 사람을 대적한다. 토런스는 "빅 레드"가 정기적으로 클로버스의 연습 장면을 비디오로 촬영하고 그들의 일상을 훔쳤다는 것을 알게 된다. 집에 가는 길에 토런스는 '빅 레드'와 떠나는 나머지 선배들에게 '스피릿 스틱'을 치어리더 진영에 떨어뜨린 이후에 자신이 저주받은 것으로 믿고 있다고 미시에게 고백한다.
아이시스는 토런스에게 지역 대회와 전국 대회에서 토로스 일행을 물리치겠다는 계획을 알려주고 있는데 클로버스 일행이 비용을 감당하지 못해 한번도 참석하지 않았다. 토런스가 토로스에게 루틴에 대해 말할 때 그 팀은 여전히 승리를 위해 현재의 루틴을 사용하는 것에 찬성표를 던졌고 토런스는 마지못해 동의한다. 토로스의 다음 홈 경기에서 아이시스와 미시의 동료들이 나타나 토로스의 일상을 학교 전체 앞에서 치욕적으로 보여준다. 토로스는 그들이 다른 일상을 배울 수 밖에 없다는 것을 깨닫는다. 절박한 심정으로 그들은 전문 안무가인 스파키 폴러스트리를 고용하여 에런이 제안한 것과 같은 안무를 제공한다. 그러나 지역 대회에서는 토로스 팀 바로 앞에 예정되어 있던 팀이 연습하던 일과를 정확히 수행했고 토로스도 똑같은 루틴을 수행할 수밖에 없었다. 그 후 토런스는 경기 관계자와 이야기를 나누며 폴라스트리가 캘리포니아주의 몇몇 다른 팀들에게 이 루틴을 제공했다고 전해진다. 한편 토런스는 이번 대회에서 우승을 차지했으나 새로운 루틴이 나올 것이라는 경고를 받고 있다. 팀을 성공적으로 이끌지 못한 토런스는 팀을 그만둘 것을 고려한다.
클리프(Cliff)는 아이시스를 격려하고 지지하면서 그들의 증가하는 매력을 강화시켰다. 그러나 에런은 아이시스가 지도력 있는 인물이 아니라고 말하며 토런스의 라이벌인 코트니와 휘트니에게 아이시스를 팔아넘기며 자리에서 물러날 것을 권고한다. 클리프는 토런스와 에런이 함께 있는 것을 보자 화가 나서 토런스와의 우정을 그녀의 괴로움에 떨게 한다. 그러나 아이시스의 자신감은 클리프의 격려에 의해 새로워지고 대신 혁신적이고 새로운 일상을 만들도록 아이시스의 불행한 팀을 설득한다. 아이시스는 에런과 헤어지고 클리프의 불륜과 부조심을 깨달았지만 클리프는 여전히 아이시스를 용서하기를 거부한다. 한편 클로버스는 처음에 재정 문제로 인해 전국 대회에 출전할 수 없는 상황에 처했다. 토런스는 아이시스의 아빠가 다니던 회사로 하여금 클로버스를 후원하도록 자극하지만 아이시스는 그들의 지역에서 자란 토크쇼 진행자에게 호소함으로써 돈을 거부했고 아이시스가 속한 팀이 전국 대회에 참가하도록 결정한다. 결승전에서는 토로스가 2위를 차지했고 클로버스가 우승을 차지하게 된다. 하지만 전국 대회 이후에 토런스와 아이시스는 서로 존경심을 갖는다. 클리프는 토런스를 용서하고 그들은 로맨틱한 키스를 나눈다.

## 출연
- 커스틴 던스트 - 토런스 시프먼(Torrance Shipman)
- 일라이자 두슈쿠 - 미시 팬톤((Missy Pantone)
- 제시 브래드퍼드 - 클리프 팬톤
- 개브리엘 유니언 - 아이시스(Isis)
- 클레어 크레이머 - 코트니(Courtney)
- 니콜 빌더백 - 휘트니(Whitney)
- 차니나 조엘슨 - 다시
- 리니 벨 - 케이시
- 네이선 웨스트 - 잰
- 헌틀리 리터 - 레스
- 샤마리 피어스 - 라바
- 너티나 리드 - 저넬러피
- 브랜디 윌리엄스 - 러프레드
- 리처드 힐먼 - 에런
- 린지 슬론 - 빨간 머리(Big Red)
- 비앙카 케일릭 - 카버(Carver)
- 페이지 인먼 - 제시카
- 홈스 오스본 - 브루스 시프먼
- 셰리 허시 - 크리스틴 시프먼
- 코디 맥메인스 - 저스틴 시프먼
- 이언 로버츠 - 스파키 펄래스트리(Sparky Polastri)
- 라이언 드러먼드 - 극장 소년
- 페이턴 리드 - 마임맨(카메오)

## MBC 성우진 (2002년 4월 5일)
- 윤성혜 - 토런스(커스틴 던스트)
- 박선영 - 미시(엘리자 더쉬쿠)
- 김영선 - 클리프(제시 브래드포드)
- 김지영 - 아이시스(가브리엘 유니언)
- 박영희 - 코트니(클레어 크레이머)
- 김아영 - 휘트니(니콜 빌더백)
- 한수림 - 달시(차니나 조엘슨)
- 오주연 - 케이시(리니 벨)
- 이철용
- 송준석
- 이상범
- 고성일
- 김서영
- 노계현
- 배정민
- 이자옥
- 채의진
- 최한
- 표영재
- 문남숙
- 박신희
- 방성준

## 기타
- 공동 제작: 제시카 벤딩거
- 미술: 샤론 로모프스키
- 의상: 메리 제인 포트
- 배역: 조지프 미들턴
- 안무: 앤 플레처

## 관련 작품

### 사운드트랙
1. 블라크 (Blaque) - 《As If》 (feat. Joey Fatone, Jr. (조이 패톤))
2. 아토믹 키튼 (Atomic Kitten) - 《See Ya (Radio Mix)》
3. B*Witched - 《Mickey》
4. P.Y.T. - 《Anywhere USA》
5. 대프니 앤 설레스트 (Daphne & Celeste) - 《U.G.L.Y.》
6. 다 비트 브로스 (Da Beat Bros.) - 《Jump Up (If You Feel Alright)》
7. 정글 브라더스 (Jungle Brothers) - 《Freakin' You》
8. 95 사우스 (95 South) - 《Cheer For Me》
9. 시스터2시스터 (Sister2Sister) - 《What’s A Girl To Do (Urban Mix)》
10. 블라크 (Blaque) - 《Bring It All To Me (Remix)》 (feat. 50 Cent (50 센트))
11. 3LW - 《'Til I Say So》
12. 시그니처 (Sygnature) - 《2 Can Play That Game》
13. 블라크 (Blaque) - 《As If》

### 영화
《브링 잇 온》의 속편에 해당되는 영화는 총 6편이다. 1편부터 5편까지는 모두 비디오 영화로 제작되었고 6편은 할로윈을 맞아 텔레비전 영화로 제작되었다.
- 《브링 잇 온 2》 (Bring It On Again, 2004년)
- 《브링 잇 온 3》 (Bring It On: All or Nothing, 2006년)
- 《브링 잇 온 4: 에버》 (Bring It On: In It to Win It, 2007년)
- 《브링 잇 온 5: 파이팅은 끝까지》 (Bring It On: Fight to the Finish, 2009년)
- 《브링 잇 온: 월드와이드 치어스맥》 (Bring It On: Worldwide Cheersmack, 2017년)
- 《브링 잇 온: 응원하거나 죽거나》 (Bring It On: Cheer or Die, 2022년)

### 뮤지컬
《브링 잇 온: 더 뮤지컬》(Bring It On: The Musical)은 영화 《브링 잇 온》을 바탕으로 하여 제작한 뮤지컬이다. 2011년 1월 15일부터 2월 20일까지 미국 조지아주 애틀랜타에서 처음으로 공연이 진행되었고 2011년 11월부터 2012년 6월까지 미국 로스앤젤레스·시카고·샌프란시스코·덴버·휴스턴, 캐나다 토론토를 오가는 투어 공연이 진행되었다.
2012년 7월 12일부터 10월 7일까지 뉴욕 브로드웨이 연극에서 공연이 진행되었고 2014년 1월 16일부터 1월 18일까지 코네티컷주 뉴헤이븐에서 배우 조합에 소속되지 않은 배우들이 공연하는 논에쿼티 투어(Non-Equity Tour)가 진행되었다. 2014년 1월 21일에는 조지아주 메이컨에서 논에쿼티 투어가 진행되었고 2014년 7월에는 일본 도쿄에서 논에쿼티 투어가 진행되었다. 2018년 8월 2일부터 9월 1일까지 영국 런던에서 공연을 펼쳤다.